# Референдум в Словакии (2004)
Референдум в Словакии 2004 года — шестой в истории Словакии референдум, который состоялся 3 апреля 2004. На повестке дня стоял вопрос о проведении досрочных парламентских выборов, который звучал следующим образом: «Вы выступаете за то, чтобы депутаты Народного Совета Словацкой Республики приняли закон о прекращении деятельностью Народного Совета 3-го созыва и поддержали выборы в Народный Совет в 2004 году?» (словац. Ste za to, aby poslanci NR SR prijali ústavný zákon o skrátení III. volebného obdobia NR SR tak, aby sa voľby do NR SR konali v roku 2004?). В референдуме приняли участие 35,86% избирателей, вследствие чего он был признан недействительным (порог в 50% не был превышен).
Референдум был объявлен согласно петиции Конфедерации профсоюзов, его инициаторами стали партии «Курс», Коммунистическая партия Словакии, Партия левых демократов и Народная партия — Движение за демократическую Словакию. Инициатором референдума выступил и тогдашний президент Словакии Рудольф Шустер. Из 608518 подписей за референдум действительными были признаны 557 282. По итогам референдума, за проведение досрочных выборов высказались 87,9% избирателей, а 12,1% выступили против.

## Результаты
| Выбор                   | Голоса    | %    |
| ----------------------- | --------- | ---- |
| За                      | 1 305 023 | 87,9 |
| Против                  | 179 524   | 12,1 |
| Недействительные голоса | 19 237    | –    |
| Итого                   | 1 503 784 | 100  |
| Избиратели, %           | 4 193 347 | 35,9 |